# Yeşilyurt, Yağlıdere
Yeşilyurt là một xã thuộc huyện Yağlıdere, tỉnh Giresun, Thổ Nhĩ Kỳ. Dân số thời điểm năm 2011 là 255 người.